# 15 Wielkopolski Pułk Artylerii Lekkiej

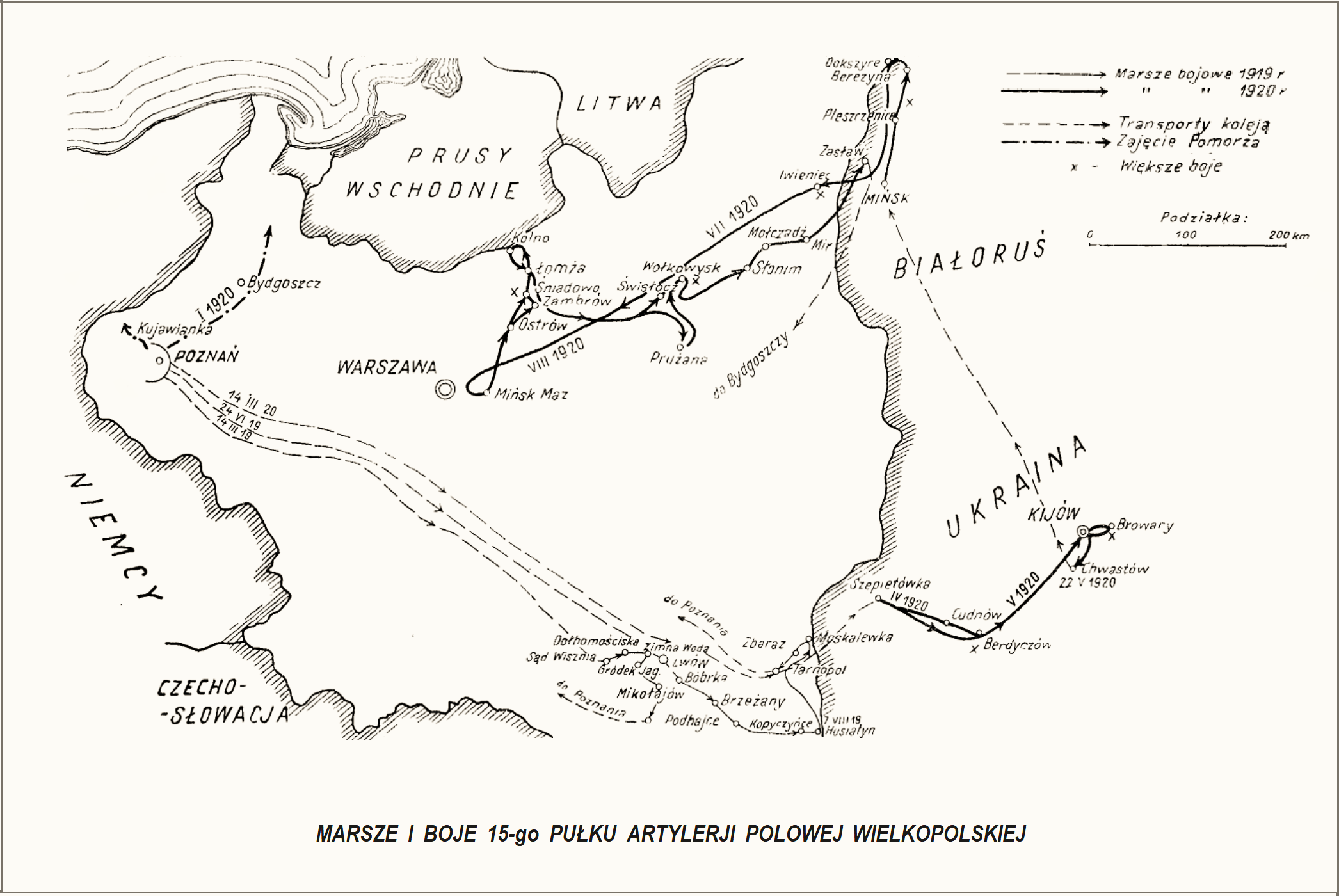
Marsze i boje 15 pap

15 Wielkopolski pułk artylerii lekkiej (15 pal) – oddział artylerii lekkiej Armii Wielkopolskiej i Wojska Polskiego w II Rzeczypospolitej.

## Formowanie i walki
Pierwsze pododdziały przyszłego pułku tworzyły się 30 grudnia 1918 w Białych Koszarach przy ul. Magazynowej w Poznaniu. Stąd wyruszyły na front, gdzie łączono je w baterie i dywizjony. 19 stycznia 1919 roku Dowództwo Główne Sił Zbrojnych Polskich w byłym zaborze pruskim poleciło podpułkownikowi Anatolowi Kędzierskiemu przystąpić do organizacji 1 pułku artylerii lekkiej Wielkopolskiej. 6 marca 1919 właśnie te pododdziały artylerii utworzyły pułk. 21 września 1919 jednostka została przemianowana na 1 pułk artylerii polowej Wielkopolskiej. W czasie przejmowania Pomorza pułk przemianowany został na 15 Wielkopolski pułk artylerii polowej.
We wrześniu 1920 pułk dysponował niemieckimi armatami 77 mm i 105 mm haubicami.
| Obsada personalna w latach 1919–1920       | Obsada personalna w latach 1919–1920       |
| ------------------------------------------ | ------------------------------------------ |
| dowódca I dyonu                            | mjr Rudolf Niemira (do 8 X 1919)           |
| dowódca I dyonu                            | por. Jerzy Cegielski (od 8 X 1919)         |
| dowódca 1 baterii                          | ppor. Kazimierz Nieżychowski               |
| dowódca 2 baterii                          | kpt. Stanisław Adam Kamiński               |
| dowódca 2 baterii                          | por. Józef Muślewski                       |
| dowódca 3 baterii                          | ppor. Marian Breliński                     |
| dowódca II dyonu                           | mjr Brzeski                                |
| dowódca II dyonu                           | mjr Dębski                                 |
| dowódca 4 baterii                          | por. Michał Chłapowski                     |
| dowódca 4 baterii                          | ppor. Stefan Tadeusz Wypijewski            |
| dowódca plutonu (tzw. pluton „Kujawianka”) | ogn. / ppor. Stefan Tadeusz Wypijewski     |
| dowódca 5 baterii                          | por. Suzin (1919)                          |
| dowódca 5 baterii                          | por. Jan Heine (1920)                      |
| obsługa km                                 | kpr. Biskup (KW)                           |
| oficer baterii                             | ppor. Józef Lorek †26 VII 1920 Ostrów      |
| dowódca 6 baterii                          | ppor. Jasiński                             |
| dowódca III dyonu                          | ppłk Więckowski                            |
| dowódca 7 baterii                          | ppor. / por. Jerzy Cegielski (do 8 X 1919) |
| dowódca 7 baterii                          | kpt. Leon Bogusławski                      |
| oficer baterii                             | por. Ludwik Niewodniczański                |
| dowódca 8 baterii                          | por. Raszewski                             |
|                                            | pchor. Żółtowski (KW)                      |
| dowódca 9 baterii                          | ppor. Marian Kaźmierczak                   |
| oficer baterii                             | ppor. Marian Bieniak (KW)                  |
|                                            | chor. Rozmiarek (KW)                       |
|                                            | chor. Dirska (KW)                          |
|                                            | kpr. Spychaj (KW)                          |
| celowniczy km                              | bomb. Bachorski (KW)                       |
| kapelmistrz orkiestry                      | urzędnik wojskowy Mackiewicz               |

### Mapy walk pułku

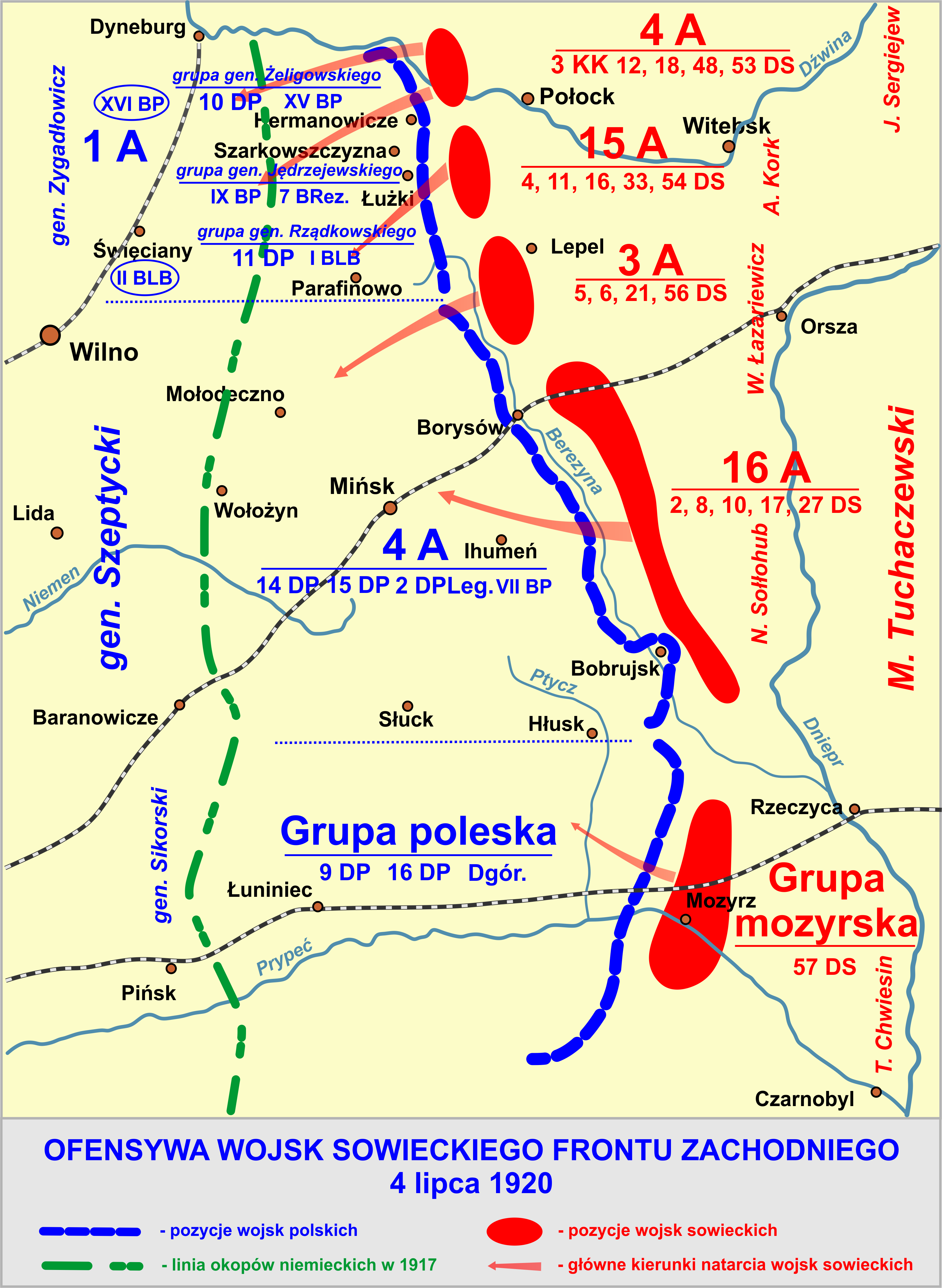
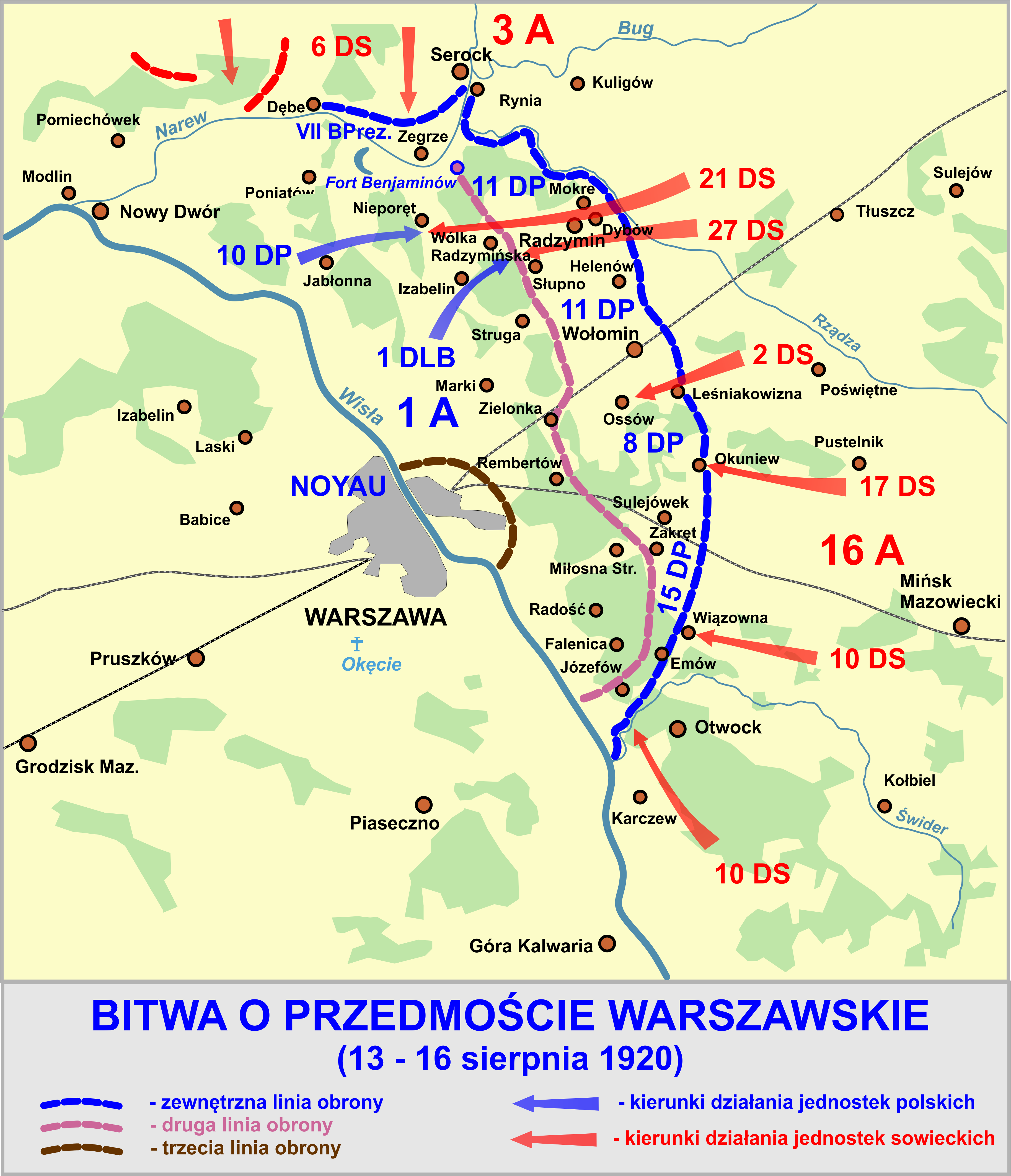
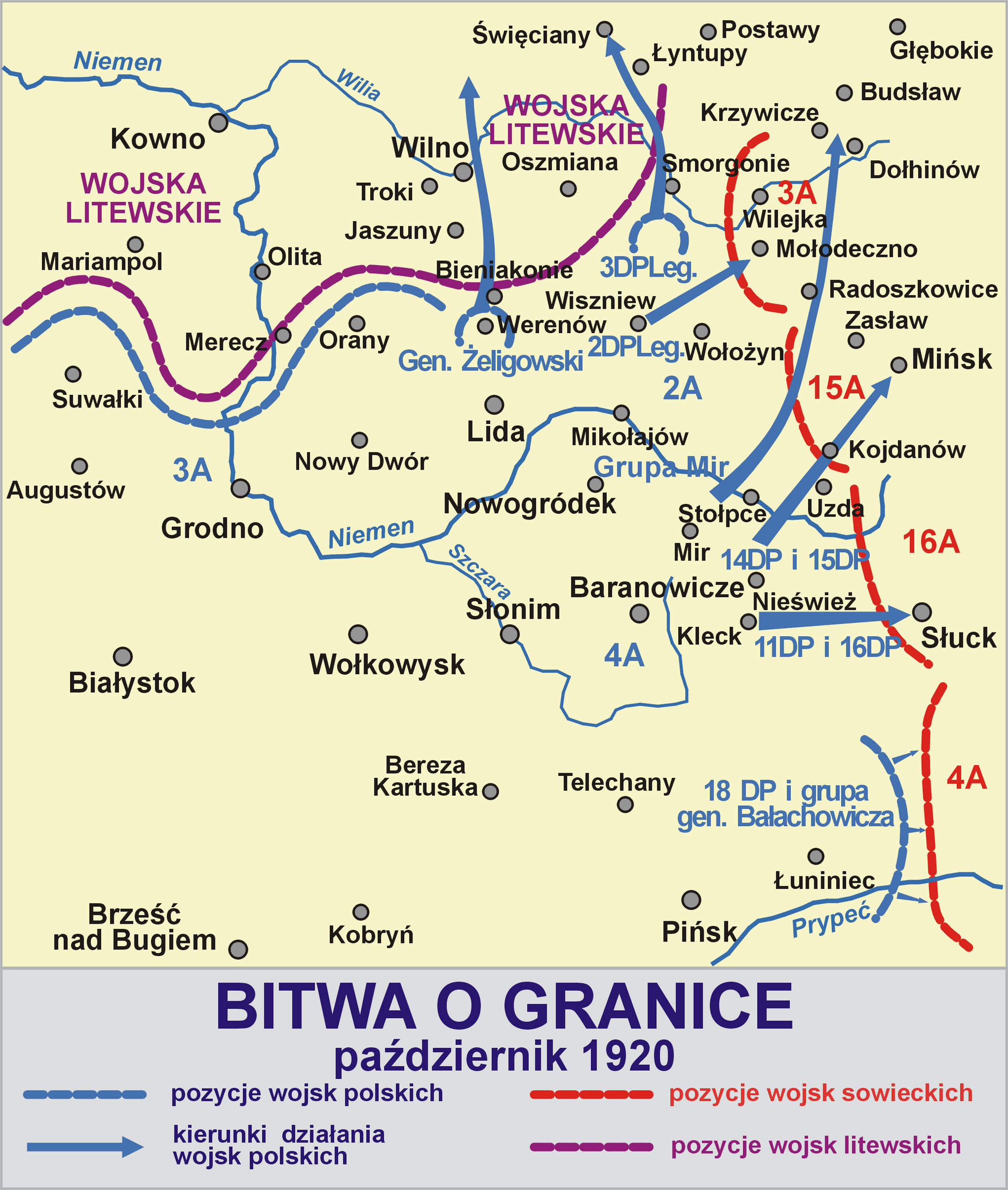

### Kawalerowie Virtuti Militari
| Żołnierze pułku odznaczeni Krzyżem Srebrnym Orderu Wojskowego Virtuti Militari | Żołnierze pułku odznaczeni Krzyżem Srebrnym Orderu Wojskowego Virtuti Militari | Żołnierze pułku odznaczeni Krzyżem Srebrnym Orderu Wojskowego Virtuti Militari |
| ------------------------------------------------------------------------------ | ------------------------------------------------------------------------------ | ------------------------------------------------------------------------------ |
| bomb. Marian Berger                                                            | kpt. Leon Bogusławski                                                          | ppor. Marian Breliński                                                         |
| kpr. Antoni Bródka                                                             | mjr Jerzy Cegielski nr 1434                                                    | ppor. Michał Drozdowicz                                                        |
| chor. Franciszek Duszyński nr 4668                                             | kpt. Władysław Dzieżgowski                                                     | por. Jan Heine                                                                 |
| por. Marian Kaźmierczak nr 4328                                                | ppor. Adolf Karłowski                                                          | ś.p. ppor. Józef Lorek                                                         |
| bomb. Stanisław Michalak                                                       | por. Józef Muślewski nr 939                                                    | ppłk Rudolf Niemira                                                            |
| por. Ludwik Niewodniczański                                                    | por. Kazimierz Nieżychowski                                                    | kpt. Wiktor Rossa                                                              |
| plut. Ignacy Rychłowski                                                        | kpr. Antoni Sawiński                                                           | bomb. Jan Spychaj                                                              |
| bomb. Ludwik Woś                                                               | kpr. Tadeusz Żak                                                               | kpt. Michał Zenkteler                                                          |

## Pułk w okresie pokoju

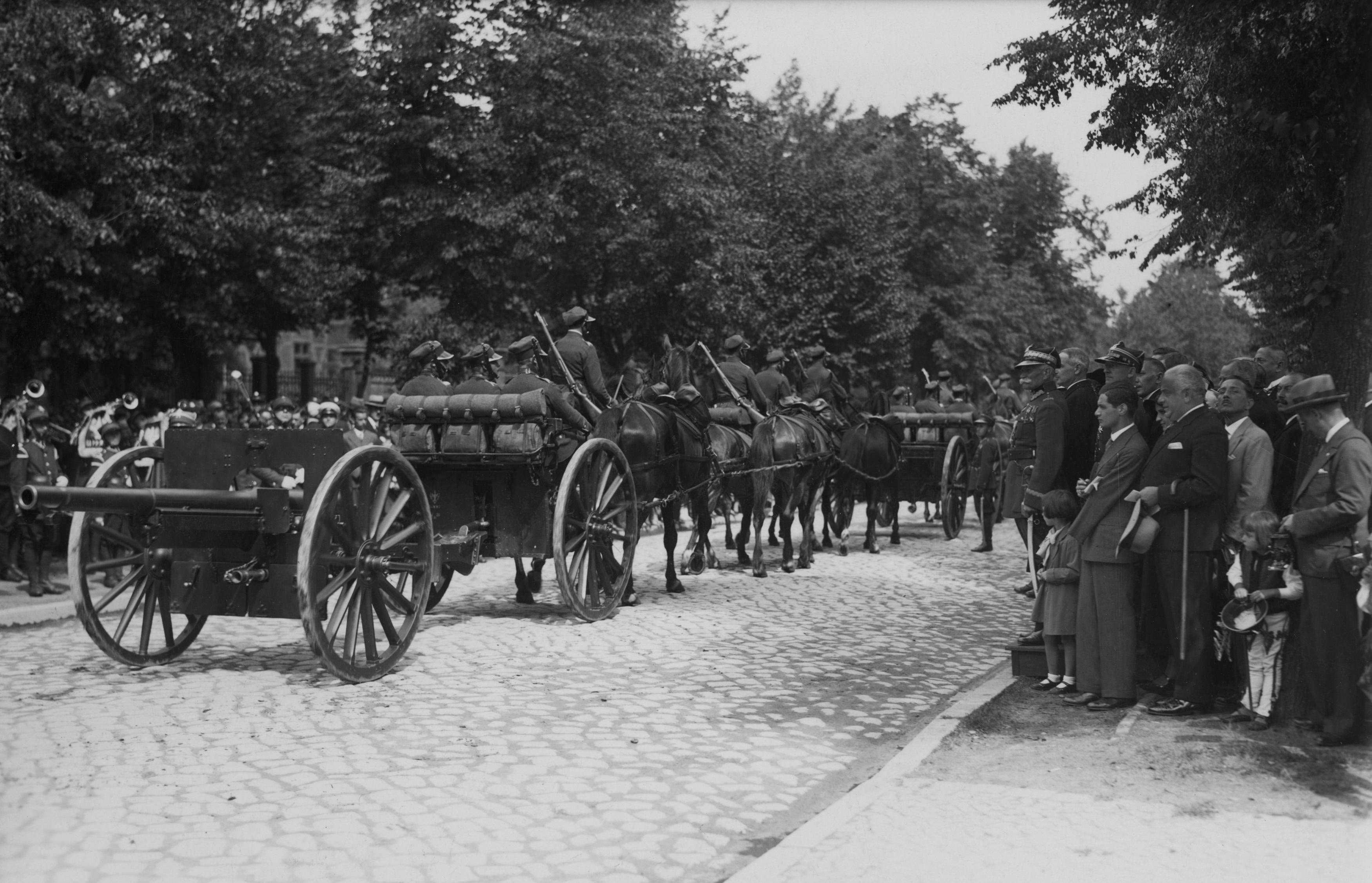
Armata 75 mm wz. 1897 – defilada w Bydgoszczy

2 grudnia 1920 roku pułk przybył do garnizonu Bydgoszcz, w którym stacjonował do 1939 roku.
31 grudnia 1931 roku na podstawie rozkazu B. Og. Org. 1120 – 18 Org. Ministra Spraw Wojskowych marszałka Polski Józefa Piłsudskiego 15 pap został przemianowany na 15 pułk artylerii lekkiej.
W niedzielę 26 sierpnia 1938 roku, w Bydgoszczy, odbyły się dwie uroczystości. Na Starym Rynku miała miejsce ceremonia powitania sztandarów 15 pal i 11 dak. Ceremonię rozpoczęto o godz. 9.30 odegraniem marsza generalskiego na powitanie gen. bryg. Stanisława Grzmot-Skotnickiego. Następnie na dziedzińcu Koszar im. Bartosza Głowackiego odprawiona została msza polowa. Po mszy dowódcy obu jednostek zaprzysiężyli swoich żołnierzy na sztandary. Później płk Wojciech Stachowicz dokonał aktu nadania odznaki pamiątkowej pułku dla miasta Bydgoszczy. Odznakę odebrał prezydent Leon Barciszewski, który z kolei przekazał pułkowi herb miasta. Po dekoracji przemawiał mały Poleszuk, Tomasz Hryciuk, który na zaproszenie pułku przybył wraz z Marią Hryciuk z Zamroczyna, w powiecie stolińskim. Pułk opiekował się szkołą w tej miejscowości. Mały Hryciuk podziękował w serdecznych słowach żołnierzom i oficerom za tę opiekę. Uroczystości zakończyła defilada.
| Obsada personalna i struktura organizacyjna w marcu 1939 | Obsada personalna i struktura organizacyjna w marcu 1939 |
| -------------------------------------------------------- | -------------------------------------------------------- |
| dowódca pułku                                            | płk Wojciech Stachowicz                                  |
| I zastępca dowódcy                                       | ppłk Jerzy Jan Leonhard                                  |
| adiutant                                                 | kpt. Bogdan Roman Szczerkowski                           |
| lekarz medycyny                                          | por. lek. Bolesław Januszewski                           |
| lekarz weterynarii                                       | por. Romuald Hayder                                      |
| oficer zwiadowczy                                        | kpt. Wacław Kosmowski                                    |
| II zastępca dowódcy (kwatermistrz)                       | mjr Leon August Jan Rzepecki                             |
| oficer mobilizacyjny                                     | kpt. Stefan Dumało                                       |
| zastępca oficera mobilizacyjnego                         | kpt. Zdzisław Michał Dmowski                             |
| oficer administracyjno-materiałowy                       | kpt. Stanisław Sidorenko                                 |
| oficer gospodarczy                                       | por. int. Michał Pracki                                  |
| oficer żywnościowy                                       | chor. Ignacy Frąckowiak                                  |
| dowódca plutonu łączności                                | kpt. Czesław Berezowski                                  |
| oficer plutonu                                           | ppor. Józef Siwek                                        |
| dowódca szkoły podoficerskiej                            | por. Zygmunt Zublewicz                                   |
| dowódca plutonu                                          | por. Mieczysław Silkowski                                |
| dowódca plutonu                                          | ppor. Stefan Luśniak                                     |
| dowódca plutonu                                          | ppor. Jerzy Kazimierz Makowski                           |
| dowódca I dywizjonu                                      | mjr Wiktor Wątorski                                      |
| dowódca 1 baterii                                        | kpt. Jerzy Bugajski                                      |
| dowódca plutonu                                          | por. Ksawery Dokurno                                     |
| dowódca 2 baterii                                        | kpt. Stefan Józef Dębski                                 |
| dowódca plutonu                                          | ppor. Jan Władysław Krajewski                            |
| dowódca II dywizjonu                                     | mjr Zygmunt Wituński                                     |
| dowódca 5 baterii                                        | kpt. Stefan Marian Świerczyński                          |
| dowódca plutonu                                          | ppor. Kazimierz Marian Adam Zimnal                       |
| dowódca 6 baterii                                        | p.o. por. Apoloniusz Zawilski                            |
| dowódca plutonu                                          | ppor. Wiesław Adam Annusewicz                            |
| dowódca III dywizjonu                                    | mjr Walery Krzyżyński                                    |
| dowódca 7 baterii                                        | kpt. Andrzej Szwejkowski                                 |
| dowódca 8 baterii                                        | kpt. Stanisław Taczanowski                               |
| dowódca plutonu                                          | ppor. Aleksander Kułakowski                              |
| odkomenderowany                                          | ppor. Stefan Bancer                                      |
| na kursie                                                | kpt. Aleksander Kostrowicki                              |

## 15 pal w kampanii wrześniowej

### Mobilizacja
15 pułk artylerii lekkiej w mobilizacji alarmowej, w grupie niebieskiej, w dniu 24 sierpnia od godz. 8.00 w czasie od A+24 do A+54 zmobilizował w Bydgoszczy, jako jednostka mobilizująca, swoje pododdziały organiczne na etatach wojennych. Dodatkowo zgodnie z planem mobilizacyjnym „W” sformował w grupie niebieskiej w czasie od A+54 do A+60 pododdziały dla macierzystej dywizji:
- kolumna taborowa parokonna nr 812
- warsztat taborowy parokonny nr 809
- pluton parkowy uzbrojenia nr 802[15]

Przy poborze koni, wozów, uprzęży i rekwizytów taborowych napotkano, na sabotowanie poboru dla III i I dywizjonów w rejonie Nakła, Mroczy i Prędocina, ze strony ludności, głównie pochodzenia niemieckiego. W II dywizjonie mobilizacja przebiegła bez większych problemów.  Zabrakło sortów mundurowych dla części rezerwistów z uwagi na, opóźnienia wynikłe z przeciążenia w magazynach intendentury garnizonu w Bydgoszczy. 25 sierpnia dywizjony rozśrodkowano poza Bydgoszcz; II dywizjon do miejscowości Osielsko i Niemcz, I dywizjon do miejscowości Osowa Góra i Czyżkówko. Następnie dokonano przegrupowania, po ukończeniu mobilizacji 27 sierpnia całego pułku. Dowództwo 15 pal zakwaterowano do miejscowości Morzewiec, I dywizjon do Jachcic, II dywizjon do folwarku Janowo, seminarium Smukła i fabryki karbidu, III dywizjon do Samociążka. Podjęto szkolenie i zgrywanie zaprzęgów. Wieczorem 27 sierpnia III dywizjon przesunięto do leśniczówki Luchowo, gdzie dotarł rano 28 sierpnia. Do 30 sierpnia dowództwo III dywizjonu rozpoznawało rejon Trzemiętowa, jako teren przyszłego działania dywizjonu. 30 sierpnia ogłoszono alarm i pułk zajął stanowiska bojowe. III/15 pal w pobliżu wsi Witoldowo, II/15 pal w rejonie wsi Wojnowo, a I/15 pal w rejonie Osowej Góry. Bateria 3/16 pal zajęła stanowiska wysunięte, zabezpieczając czatę w sile kompanii z 61 pułku piechoty we wsi Nowa Dąbrówka. Zajęto punkty obserwacyjne główny w Kruszynie i wysunięty w Nowej Dąbrowce. II dywizjon wysunął 4 baterię w rejon Chmielowa. III dywizjon wysunął 9 baterie w rejon Wierzchucice, Wierzchucinek.  

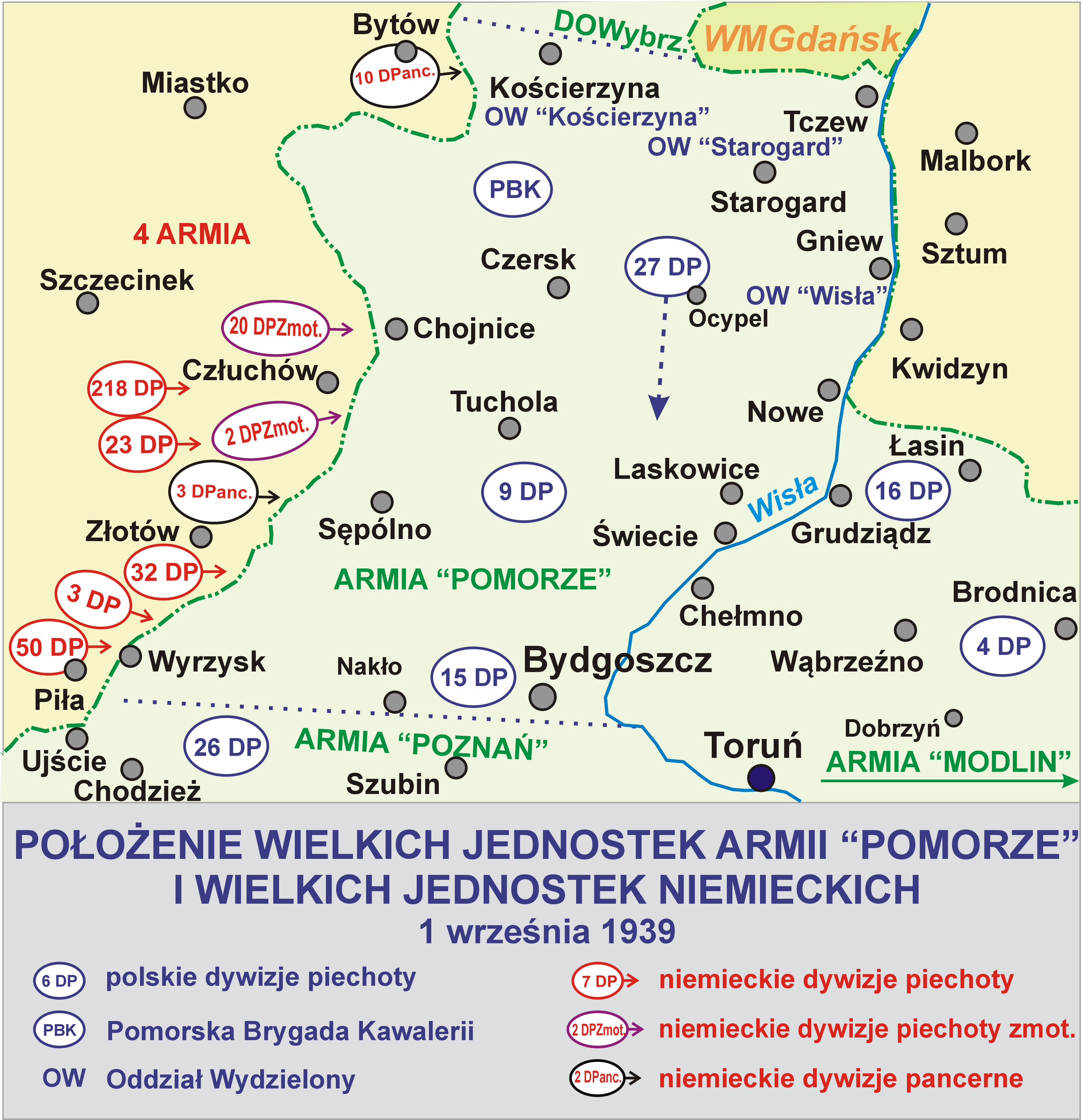
Pułk walczył w składzie 15 DP

### Działania bojowe

#### Obrona przedmościa bydgoskiego
1 września, 15 pułk prowadził ostrzał rejonu przygranicznego, gdzie wtargnęły oddziały niemieckiej 50 DP. W rejonie Wiktorówko, Badecz, Wysoka, Łobżenica i Wyrzysk. II/15 pal ostrzelał oddziały niemieckiej Brygady Piechoty „Netze” w rejonie Nakła. Jej ruch ostrzał dywizjonu zatrzymał. 2 września rano wobec zalegającej mgły pułk nie prowadził ostrzału oddziałów niemieckich, lecz został ostrzelany punkt obserwacyjny 9/15 pal, na którym poniesiono straty w rannych. Po podniesieniu się nieco mgły III dywizjon haubic ostrzelał w rejonie folwarku Teresin i wsi Gliszcz, dwie niemieckie baterie zmuszając je do przerwania ognia, prawdopodobnie zniszczono dwa działa. 8/15 pal ostrzelała dwie rozwijające się kolumny niemieckiej piechoty, obserwowane z Trzemętowa. Ok. godz. 14.00 bateria 9/15 pal znalazła się pod niecelnym ostrzałem artylerii niemieckiej. Sama wystrzeliła ok. 260 pocisków, ale zmuszona została do wycofania się na główne stanowiska obronne. Wieczorem został ostrzelany punkt obserwacyjny 3/15 pal. O godz. 18.00 i 19.00 15 pal ostrzelał niemieckie pozycje na wzg. 120. Nocą 2/3 września 15 pal bez III dywizjonu przegrupował się przez Mochle, Morzowiec na stanowiska na zachód od Bydgoszczy, do wsparcia 61 pp i 62 pułku piechoty. III/15 pal przeprawił się przez most w Smukale na Brdzie. III/15 pal wspierał 59 pułk piechoty, na odcinku północnym od jeziora Borówno do wsi Gądecz. W trakcie domarszu zmieniono przydział dla III/15 pal, miał wesprzeć 62 pp na odcinku Szczutki, dwór Łącznica. II/15 pal miał zająć stanowiska ogniowe w rejonie Osowej Góry.         
3 września od godz. 7.00 oddziały niemieckiej 50 Dywizji Piechoty atakowały trzykrotnie przedmoście bydgoskie w rejonie Tryszczyn, Szutki. Dywizjon III/15 pal skutecznie ostrzeliwał niemiecką piechotę w rejonie miejscowości Mochle, Wojnowo. Na drodze Tryszczyn-Wojnowo ześrodkowanie ogniowe III/15 pal i I/15 pal, zniszczyło wiele samochodów ciężarowych podwożących niemiecką piechotę i zaopatrzenie. Dywizjon I/15 pal prowadził ogień na szosę Nakło-Bydgoszcz. Dywizjon II/15 pal prowadził ogień w kierunku Wtelna i Koronowa. Przed południem, silnym ogniem ostrzelała artyleria niemiecka stanowiska obronne piechoty. 8/15 pal zniszczyła niemiecki punkt obserwacyjny i niemieckie pojazdy podwożące piechotę. Popołudniem stanowiska II/15 pal wykrył niemiecki samolot obserwacyjny, w efekcie zostały ostrzelane ogniem niemieckiej artylerii. Dodatkowo zostały zbombardowane przez lotnictwo niemieckie, punkt obserwacyjny I dywizjonu i jego kolumna amunicyjna. W I dywizjonie utracono kilku kanonierów i konie. Obronę 59 pp i batalionu ON „Bydgoszcz” na odcinku północnym wspierał III/15 pal, szczególnie wsparcie 7/15 pal przyczyniło się do odparcia prób forsowania Brdy przez niemiecką 50 DP. Od godzin popołudniowych ostrzał niemieckich pozycji prowadziła 9/15 pal. Od godz. 9.00 w Bydgoszczy zaatakowała dywersja, do zdławienia rebelii sformowano 50 osobowy pododdział z kwatermistrzostwa i taborów 15 pal. W nocy 15 pal rozpoczął odwrót, kwatermistrzostwo pułku, jak i każda z cofających się baterii III/15 pal utraciły po kilku rannych żołnierzy i po kilka koni. Bateria 9/15 pal poniosła szczególnie duże straty, zmuszona została do walki w rejonie mostu na Kanale Bydgoskim i czynnego zwalczania dywersji. I i II dywizjony wycofywały się przez Lisi Ogon i Drzewice do Białych Błot. II/15 pal został zaatakowany przez grupy dywersantów, 5 bateria poniosła straty osobowe i utraciła środki łączności, a 6 bateria utraciła kilku rannych kanonierów i konie. 2/15 pal osłaniała odejście obu dywizjonów w miejscowości Prądy. Pułk utracił znaczą ilość kabla telefonicznego, co odbiło się na sprawności łączności.         
Podjęte popołudniem 3 września przegrupowanie w kierunku Torunia, zakończono w godzinach porannych 4 września. W południe 4 września II/15 pal ostrzelał, maszerującą niemiecką piechotę i tabory na szosie od Kruszyna do Pawłówki. Następnie oba dywizjony II i I ostrzelały, niemiecki oddział pancerno-motorowy maszerujący w kierunku Bydgoszczy. Popołudniem Fordon ostrzelał III dywizjon. 4 września o zmierzchu podjęto dalszy marsz odwrotowy. Rano dywizjony zajęły rejony: III/15 pal w rejonie wsi Kabat, I/15 pal na południe od Brzozy, a II/15 pal w rejonie Łęgnów, Otorowo. Tego dnia nie prowadzono ostrzału wojsk niemieckich, wypoczywano. 6 września dywizjon II/15 pal wspierał skutecznie obronę 59 pp w rejonie Łęgnów, przed natarciem oddziałów niemieckiej 50 DP. Jednocześnie łącznościowcy dywizjonu stoczyli potyczki z dywersantami niszczącymi linie telefoniczne, poległo kilku telefonistów z 4 baterii. W rejonie Piecki, Emilianowo III/15 pal wsparł, walkę 62 pp z oddziałami niemieckiej 50 DP. W rejonie Brzozy I/15 pal wsparł obronę 61 pp. Nawała ogniowa dywizjonu na skrzyżowanie, koło kościoła w Brzozie, doprowadziła do rozbicia znajdujących się tam kolumn niemieckiej piechoty i taborów. Wieczorem ostrzał baterii 2/15 pal, na niemiecki oddział piechoty szykujący się do natarcia na stanowiska jednej z kompanii batalionu III/61, doprowadził do jego rozproszenia. O godz. 16.00 oddziały 50 DP zaatakowały przez lasy obronę 62 pp w Emilianowie i wdarł się w jego obronę. Z uwagi na wycięcie przez dywersantów 300 m kabla telefonicznego, pozbawiono baterie haubic, możliwości skutecznego wsparcia obrony.                      

#### Walki odwrotowe
W nocy 6/7 września 15 pal wraz z pułkami piechoty rozpoczął odwrót na nowe stanowiska: dowództwo pułku i I dywizjon do miejscowości Wohorze, II dywizjon do Murzynna, a III dywizjon do Kijewa. W niektórych wsiach zamieszkiwanych przez ludność niemiecką dochodziło do walk z dywersantami. We wsi Broniewo bateria 4/15 pal ostrzelała niemiecki podjazd pancerno-motorowy. 7/8 września 15 DP wycofała się na pozycje obronne, znajdujące się na rubieży: nad rzeką Tążyna, północny kraniec Jeziora Gopło i Kanały Parchański i Bachorze. O godz. 16.30 III/15 pal skutecznie ostrzelał, atakujący kompanię 1/59 pp, niemiecki podjazd pancerno-motorowy. Nocnym marszem 8/9 września 15 pal wraz  z pułkami piechoty odszedł trasami: II/15 pal z 59 pp przeszedł w rejon Kąkowa Wola, Miechowice i bronił kierunek Osięciny. III/15 pal wraz z 62 pp zajął rejon od Kąkowej Woli, przez Redecz Kalny do wzg. 100. I/15 pal wraz z 61 pp dotarł do rejonu od rzeki Zgłowiączki do Redecza Kalnego. Tego dnia pułk nie miał kontaktu bojowego z oddziałami niemieckimi. Kolejnej nocy podjęto dalszy odwrót zajmując rano 10 września: dywizjonem I/15 pal wraz z 61 pp, obronę odcinka od miasta Chodecz do dworu Borzymowice, jednocześnie wydzielono baterię 3/15 pal wraz z batalionem I/61 pp do obrony Izbicy Kujawskiej. II/15 pal wraz z 59 pp, zorganizował obronę na odcinku Krukowo, Krukówek, Wilkowiczki. III/15 pal stanął w dworze Bogdanowo. Nie uzyskując styczności z nieprzyjacielem, podjęto przegrupowanie w kierunku północnego skrzydła dywizji, rano 11 września. II/15 pal wspierał 59 pp i 6 batalion km i br. tow. na odcinku Kuźnice, Śmiłowice i folwarki Krukowo i Krukówek. Bateria 2/15 pal wraz z batalionem II/61 pp organizowała obronę na przesmyku pomiędzy Jeziorem Szczytnowskim, a Jeziorem Borzymowskim w dworze Szczytno. 3/15 pal została wycofana z Izbicy do rejonu Woli Adamowej. Reszta I/15 pal w odwodzie na postoju w rejonie folwarku Janowo Nowiny. III/15 pal na postoju w folwarku Bodzanowo. 9/15 pal w folwarku Franciszkowo koło Lubrańca.                        

#### Bój o południowe Kujawy
11 września popołudniem oddziały niemieckiej 50 DP wykonały rozpoznanie bojem stanowisk 59 pp, które odparto przy wsparciu II/15 pal. O godz. 13.30, 62 pp ze wsparciem III/15 pal, bez 9/15 pal wykonał natarcie na wzg. 99,0, Świerkowo i Nakonowo, Gołaszewo. Ostrzał haubic III dywizjonu ześrodkowano na wzg. 99,0, a następnie prowadzono ogień pościgowy w kierunku Nakonowa. Natarcie zakończyło się sukcesem, 62 pp wyszedł na niemieckie skrzydło i zaatakował będący w marszu niemiecki dywizjon artylerii ciężkiej. Ok. godz. 17.00 na odcinku II/61 pp w rejonie dworu Szczytno, oddziały niemieckiej 208 DP przy silnym wsparciu artylerii, dokonały rozpoznania bojem. Niemieckie działania zostały odparte ostrzałem 2/15 pal, a następnie całego I dywizjonu. 12 września w południe niemiecka 208 DP wykonała natarcie na stanowiska obronne 61 pp i 86 batalionu piechoty, wsparte przez dywizjon I/15 pal, zostało ono odparte. Ponowione o godz. 13.00 doprowadziło do zajęcia Szczytna, kontratak 61 pp wyrzucił piechotę niemiecką na pozycje wyjściowe. O godz. 15.00 niemiecka piechota 208 DP przy silnym wsparciu artylerii wykonała natarcie w kierunku folwarku Niemojewo, które wspólnie z piechotą I/15 pal odparł. Zostało rannych kilkunastu kanonierów i jeden oficer, w 1 baterii artyleria niemiecka zniszczyła jedną armatę. O godz. 15.00 oddział 208 DP zaatakował też obronę batalionu I/59 pp, w odparciu tego natarcia duży udział miał II/15 pal, który utracił 4 poległych i 16 rannych. Bateria 8/15 pal prowadziła pojedynek z baterią niemiecką, ogień haubic zniszczył jej punkt obserwacyjny, a następnie zmusił baterię niemiecką do milczenia ostrzeliwując jej stanowiska ogniowe. W Śmiłowicach ogień haubic wyeliminował z walki niemieckie działo piechoty. Przed zmierzchem baterię 8/15 pal, nakrył salwą przez pomyłkę 15 dywizjon artylerii ciężkiej, zostało rannych dwóch kanonierów.                             
Pod osłoną 86 bp i wspierającej go baterii 5/15 pal, na stanowiskach obronnych, 15 DP wycofała się wieczorem i nocą na następną rubież obronną. III/15 pal wraz z 59 pp do lasu na wschód od miejscowości Łanięta. I/15 pal z 61 pp do dworu Sujki, dowództwo pułku do dworu Strzałki. II/15 pal bez 5/15 pal wraz z 62 pp do obrony linii rzeki Lubieńka, celem osłony od południa 27 Dywizji Piechoty. Rano 5/15 pal wraz z 86 bp broniły przeprawy przez rzekę Lubieńka w Kępie Szlacheckiej. 13 września II/62 pp wraz z II/15 pal skutecznie bronił odcinka Czerniewice-Grabkowo przed natarciem oddziału z niemieckiej 50 DP. II/15 pal wykonał nocny marsz do wsi Lubieniek na południowy wschód od Gostynina. W nowych miejscach postoju 15 pal otrzymał po raz ostatni uzupełnienie amunicji i zaopatrzenia.                                                        

#### Udział w bitwie nad Bzurą
14 września 15 pal wraz z macierzystą dywizją rozpoczął przegrupowanie w kierunku Gąbina. Tego dnia o godz. 16.00 59 pp ze wsparciem II/15 pal i 15 dac podjął natarcie na Dobrzyków, broniony przez oddziały niemieckiej 3 DP. Po początkowych sukcesach 59 pp został odrzucony na stanowiska wyjściowe. Brak centralnego kierowania artylerią, jej rozdrobienie, z uwagi na brak środków łączności, spowodował brak efektywnego jej wykorzystania. Do rejonu Zofiówki dotarł III/15 pal i po zajęciu stanowisk ogniowych,rozpoczął wstrzeliwanie się do celów w kierunku Dobrzykowa. O północy przy wsparciu III dywizjonu natarcie podjął 61 pp, uwikłał się w walki w lesie, rano 15 września został odrzucony na podstawy wyjściowe. Dowódca 15 pal dowodził zgrupowaniem I i II dywizjonu, mającym wspierać obronę 59 pp i 6 bkm i br.t na odcinku od Jeziora Zdworskiego do północnego skraju lasów gąbińskich. III/15 pal stał na postoju w lesie na wschód od Koszelew. Stanowiska pułku były bombardowane przez niemieckie lotnictwo. Szczególnie duże straty poniosła 9/15 pal, straciła 9 poległych i kilkunastu rannych żołnierzy, 20 zabitych koni ponad 40 rannych, rozbite 2 haubice i 2 jaszcze. 15 września baterie 15 pułku prowadziły ogień nękający w kierunku stanowisk niemieckich.                                                         
Nocnym marszem 15/16 września 15 pal przegrupował się w Budy Stare, Biała Góra. 3/15 pal przed zachodnim brzegiem Bzury, w rejonie Brochowa prowadził ostrzał oddziałów niemieckich, na jej wschodnim brzegu. Bateria poniosła straty od ognia niemieckiej artylerii, 2 rannych kanonierów, kilka koni i wóz łączności. Pozostałość 15 pal (bez 3, 5 i 7 baterii) zajęła stanowiska na skraju lasu na północ od Białej Góry, skąd prowadziła ostrzał niemieckich stanowisk, będąc pod ogniem artylerii niemieckiej. 17 września po nocnym marszu, rano w rejonie folwarku Witkowice podjął przeprawę 15 pal. Podczas przekraczania brodu baterie 2/15 pal i 9/15 pal znalazły się pod silnym ostrzałem artylerii niemieckiej. Na prawym brzegu Bzury zbombardowana została przez 9 niemieckich samolotów 4/15 pal. Utraciła kilku rannych żołnierzy i 2 uszkodzone armaty. Podczas tego ataku bateria podzieliła się na dwie części. Część pomaszerowała z piechotą do Puszczy Kampinoskiej, a część pozostała w okrążeniu. 6/15 pal również ucierpiała w wyniku nalotu tracąc żołnierzy i konie. Od ostrzału artylerii niemieckiej straty w zaprzęgach poniosła też 9/15 pal. 15 pal podjął marsz w kierunku wsi Famułki Królewskie. Dywizjon I/15 pal w rejonie Brochowa rozwinął 1 i 3 baterię na stanowiskach ogniowych, od godz. 10.00 na stanowiska piechoty wyszło natarcie piechoty i czołgów z niemieckiej 4 DPanc. ze wsparciem lotnictwa i artylerii. Piechota rozpoczęła odwrót, bateria 3/15 pal utraciła armatę, następnie podjęła osłonę piechoty. Po czym o godz. 15.30 podjęła walkę z atakującymi czołgami niemieckimi, unieruchomiono 2 czołgi, atakowana przez Ju-87, utraciła wszystkie armaty i poniosła wielkie straty w poległych, rannych i wziętych do niewoli. Odskoczyła tylko niewielka część żołnierzy baterii. 1/15 pal unieszkodliwiła kilka czołgów niemieckich i pod ogniem niemieckim odskoczyła, ratując swoje armaty i część obsług. W boju poległ por. Zygmunt Zyblewicz. Łącznie poległo ponad 40 żołnierzy I dywizjonu, reszta uratowanych pomaszerowała do Puszczy Kampinoskiej.                                                             

#### Walki w Puszczy Kampinoskiej
W nocy 17/18 września w rejonie Famułki Królewskie, Myszory zebrał się 15 pal. Rano podjęto marsz wzdłuż torów kolejki wąskotorowej z Tułowic do Rybitew. Kolumna 15 DP toczyła ciągłe walki z niemieckimi patrolami, placówkami i podjazdami pancerno-motorowymi. Nastąpiło podzielenie kolumny marszowej, odłączyło się dowództwo I/15 pal, 1/15 pal i pozostałości 3/15 pal. Los tej części I dywizjonu jest nie znany, w Wólce Czosnowieckiej 18 września poległ mjr Wiktor Wątorski. W rejonie Polesia bateria 8/15 pal znalazła się pod ostrzałem niemieckiej artylerii, poniosła straty w zabitych i rannych, utraciła wiele koni, a obsługi zostały użyte do walki pieszej w panującym zamęcie. Ostatecznie zaimprowizowanymi obsługami, bateria prowadziła ostrzał stanowisk niemieckich. Następnie z uwagi na braki i wyczerpanie pozostałych koni, zmuszona została do porzucania haubic. Pluton 4 baterii z dwoma armatami, dołączył do 5 baterii też z dwoma armatami, razem podjęły marsz początkowo w kierunku Modlina. Podczas marszu, niemieckim pociskiem trafiony został działon 5 baterii, cała obsługa poległa lub została ciężko ranna, konie w zaprzęgu wybite, a armata rozbita. Wieczorem w rejonie Cybulic zebrał się 15 pal w sile pozostałości pięciu baterii i 10 dział. 19 września w rejonie Palmir pozostało dowództwo 15 pal z pozostałościami 4 i 5 baterii z luźnymi działonami innych baterii łącznie 6 dział. Ppłk Jerzy Leonhard sformował z nich dwie baterie, które do 21 września broniły Palmir. Następnie podczas przebijania się do Warszawy, nocą 21/22 września ogniem na wprost torowały drogę własnej piechocie. Zniszczono kilka pojazdów pancernych i samochodów. 22 września ppłk Leonhard rozwiązał formalnie 15 pal, ocalałe działa nakazał zdemontować, a żołnierzom w grupach przedzierać się do Warszawy. Kolumna, która 19 września wyruszyła w kierunku Warszawy poprzez Małocice, Adamówek do Pociechy miała w składzie  trzy niepełne baterie: 2, 6 i 9. W trakcie ostrzału kolumny 9/15 pal utraciła kilka koni, w trakcie marszu trasę rozpoznawał kpt. Sidorenko ze zwiadem 9 baterii. 20 września o świcie resztki 15 DP ze wsparciem 2 i 6 baterii starały się przebić przez Laski do Warszawy. Opór stawiały oddziały niemieckiej 1 DPanc i elementy 228 DP, obie baterie prowadziły ogień pośredni, a następnie na wprost do stanowisk niemieckich i broni pancernej. W trakcie walk poległ dowódca kolumny amunicyjnej I/15 pal. kpt. rez. Kazimierz Rossa. Wobec silnego oporu niemieckiego na tym kierunku przebito się w kierunku Młocin. Poległ kpt. Aleksander Kostrowiecki. Przebiła się do Warszawy 9 bateria podążająca inną drogą.                                                               

#### W obronie Warszawy
Do Warszawy od 19 do 25 września przebijali się żołnierze 15 pal. Dotarli do stolicy dowódca AD 15 DP płk Wojciech Stachowicz, dowódca II/15 pal mjr Stanisław Eysmont, dowódcy baterii 2 – kpt. Stefan Dębski, 3 – kpt. Czesław Berezowski, 6 – kpt. Zdzisław Dmowski, 9 – kpt. Stanisław Sidorenko. Ogółem znalazło się z 15 pal 33 oficerów i 681 podoficerów i kanonierów, 271 koni, 2 lkm, 2 haubice i 2 armaty, oraz część kolumny amunicyjnej z amunicją z III/15 pal. Haubice i armaty przydzielono jako broń wsparcia do piechoty. Sformowano zbiorczą pieszą baterię w sile 250 artylerzystów w 3 plutonach pod dowództwem kpt. Dmowskiego, wcielono do 61 pp i obsadzili wraz z nim odcinek przy ul. Belwederskiej, ul. Puławskiej, ul. Belgijskiej i ul. Czerniakowskiej. Artylerzyści z końmi weszli w skład odbudowanych plutonów konnych zwiadowców. Pomimo odejścia zwiadowców i baterii kpt. Dmowskiego, napływali dalsi artylerzyści i działa. Sformowano improwizowany dywizjon 15 pal  w sile 34 oficerów, 552 kanonierów i 236 koni wraz z 5 działami. Dowódcą dywizjonu został mjr Eysmont, dowódcami baterii zostali kpt. Świerczyński, kpt. Sidorenko i por. Florentyn Orzeszko. Dotarły jeszcze 2 działony. Dywizjon z 7 działami obsadził 26 września stanowiska ogniowe na skraju boiska sportowego przy ul. Agrykola. 27 września trzy działony wspierały natarcie 61 pp na Wawrzyszew, w tym baterię spieszoną kpt. Berezowskiego. W trakcie walki poległo ok. 20 kanonierów. 28 września dywizjon 15 pal przeszedł do Łazienek, składając tam broń nazajutrz.                                                                

### Oddziały II rzutu mobilizacyjnego 15 pal

#### Bateria marszowa 1/15 pal
W ramach I rzutu mobilizacji powszechnej do 3 września 1939 roku w Forcie Kniaziewicza, a od 1 września koszarach Toruń-Podgórze w 31 pułku artylerii lekkiej sformowano baterię marszową 1/15 pal początkowo pod dowództwem ppor. rez. Kazimierza Koszarka, a następnie od 31 sierpnia dowodzoną przez por. rez. Mariana Bolesława Mazura. Bateria została wyposażona w broń strzelecką (z wyjątkiem pełnego ukompletowania w pistolety), konie i inne wyposażenie, ale bez dział. Wraz z baterią marszową 1/16 pal zostały podporządkowane dowódcy Oddziału Wydzielonego „Toruń” płk. dypl. Aleksandrowi Myszkowskiemu. Od 4 do 6 września baterie marszowe 15 i 16 pal w Toruniu wykonywały prace inżynieryjno-fortyfikacyjne i pełniły służbę patrolową. Częściowo przeprawiono się przed świtem 7 września przez most przed wysadzeniem mostów w Toruniu, częściowo po ich wysadzeniu baterie przeprawiły się na przeprawach podręcznych, w tym amunicję do dołączonej do baterii kolumny amunicyjnej rozbitego w Borach Tucholskich 27 pal. Obie baterie wyruszyły marszem pieszym przez Służewo, Radziejów, Brześć Kujawski do Włocławka, gdzie dotarły 9 września. Przed Brześciem Kuj. baterie stoczyły walkę z bandą dywersyjną rozbijając ją. Następnie maszerowały przez Kowal, Gostynin, Gąbin do Sochaczewa, gdzie podczas postoju 11 września zlikwidowano radiostację dywersyjną. 12 września artylerzyści obu baterii marszowych uczestniczyli w osłonie od strony Błonia natarcia na Sochaczew. Wieczorem 12 września baterie pomaszerowały przez Puszczę Kampinoską do Modlina, docierając tam 14 września. Po czym po odpoczynku w Modlinie przez Jabłonnę 15 września osiągnęły Warszawę. Jako oddział por. Mazura baterie od 20 września weszły w skład I dywizjonu pieszego artylerii pod dowództwem kpt. Ehrlicha. Utworzono z baterii marszowych 15 i 16 pal, dwie baterie bojowe. Od 25 września pieszy dywizjon artylerii został skierowany jako piechota do walki na Mokotowie. Od ostrzału artylerii niemieckiej i bombardowań lotniczych poległo kilku żołnierzy. Baterie do dnia kapitulacji stolicy nie wzięły bezpośredniego udziału w walkach, z uwagi na małą aktywność wroga na tym odcinku.

#### Oddział Zbierania Nadwyżek 15 pal
Po zakończeniu mobilizacji alarmowej, zorganizowany został oddział zbierania nadwyżek 15 pal, pod dowództwem mjr. Zygmunta Wituńskiego. Dalsi żołnierze napłynęli do OZN 15 pal po ogłoszeniu mobilizacji powszechnej. W koszarach 15 pal zgromadzono 450 żołnierzy. Część z nich ok. 250 żołnierzy wraz oficerami i podoficerami pułku została załadowana do transportu kolejowego i 2 września odjechała do Skierniewic do organizowanego tam Ośrodka Zapasowego Artylerii Lekkiej nr 8. Dalsze losy nadwyżek 15 pal są nieznane. Wiadomo jedynie, że jakaś część jego wycofała się na wschodnie obszary kraju, gdyż część oficerów OZN 15 pal widnieje na listach katyńskich.
| Struktura organizacyjna i obsada personalna we wrześniu 1939 | Struktura organizacyjna i obsada personalna we wrześniu 1939           |
| Dowództwo                                                    | Dowództwo                                                              |
| ------------------------------------------------------------ | ---------------------------------------------------------------------- |
| dowódca pułku                                                | ppłk Jerzy Leonhard                                                    |
| adiutant                                                     | kpt. Stanisław Taczanowski                                             |
| oficer zwiadowczy                                            | por. Ksawery Dokurno                                                   |
| oficer łączności                                             | por. Mieczysław Silkowski (do 2 IX 1939) ppor. Józef Siwek             |
| oficer łącznikowy                                            | por. rez. Wacław Suligowski                                            |
| oficer obserwacyjny                                          | por. rez. Kulesza                                                      |
| oficer broni                                                 | ppor. Józef Siwek (do 2 IX 1939) por. rez. Antoni Lauferski            |
| dowódca plutonu topograficzno-ogniowego                      | ppor. Stefan Luśniak                                                   |
| szef kancelarii                                              | ogn. Jan Jankowiak                                                     |
| I dywizjon                                                   |                                                                        |
| dowódca dywizjonu                                            | mjr Wiktor Wątorski                                                    |
| adiutant                                                     | por. rez. Jan Karwicki (do 2 IX 1939) por. Mieczysław Silkowski        |
| oficer zwiadowczy                                            | por. rez. Tadeusz Krzyżanowski                                         |
| oficer obserwacyjny                                          | ppor. Stefan Bancer                                                    |
| oficer łącznikowy                                            | ppor. rez. Zbigniew Śmielecki                                          |
| oficer łączności                                             | por. rez. Władysław Sass                                               |
| oficer płatnik                                               | por. Albin Janecki                                                     |
| oficer żywnościowy                                           | por. Maksymilian Konkolewski                                           |
| lekarz dywizjonu                                             | por. lek. Stanisław Jedlicki                                           |
| lekarz weterynarii dywizjonu                                 | por. lek. wet. Stanisław Nowicki                                       |
| dowódca kolumny amunicyjnej                                  | kpt. rez. Kazimierz Rossa                                              |
| dowódca 1 baterii                                            | por. Zygmunt Zublewicz                                                 |
| oficer zwiadowczy                                            | por. rez. Zygmunt Pawlicki                                             |
| oficer ogniowy                                               | ppor. Jerzy Makowski                                                   |
| dowódca I plutonu                                            | ppor. Ralf Adamowski                                                   |
| dowódca II plutonu                                           | ppor. Alfred Morkowski                                                 |
| dowódca 2 baterii                                            | kpt. Stefan Dębski                                                     |
| oficer zwiadowczy                                            | ppor. Pantaleon Schultz                                                |
| oficer ogniowy                                               | ppor. Jan Krajewski                                                    |
| dowódca I plutonu                                            | ppor. Jan Orłowski                                                     |
| dowódca II plutonu                                           | ppor. Stanisław Głowacki                                               |
| dowódca 3 baterii                                            | kpt. Czesław Berezowski                                                |
| oficer zwiadowczy                                            | por. rez. Bolesław Szłyk                                               |
| oficer ogniowy                                               | ppor. rez. Tadeusz Zieliński                                           |
| dowódca I plutonu                                            | ogn. pchor. Szpigiel                                                   |
| dowódca II plutonu                                           | plut. pchor. Wawrzyniak                                                |
| II dywizjon                                                  |                                                                        |
| dowódca dywizjonu                                            | mjr Stanisław Ejsymont                                                 |
| adiutant                                                     | ppor. rez. Czeslaw Jankowski                                           |
| oficer zwiadowczy                                            | por. Konstanty Grzywna                                                 |
| oficer obserwacyjny                                          | por. Aleksander Kułakowski                                             |
| oficer łącznikowy                                            | ppor. rez. Teodor Koślicki                                             |
| oficer płatnik                                               | kpt. Antoni Jankowski                                                  |
| lekarz dywizjonu                                             | por. lek. Julian Walicki                                               |
| lekarz weterynarii dywizjonu                                 | por. lek. wet. Romuald Heyder                                          |
| dowódca kolumny amunicyjnej                                  | por. rez. Erwin Stachowiak                                             |
| dowódca 4 baterii                                            | kpt. Stefan Świerczyński                                               |
| oficer zwiadowczy                                            | ppor. rez. Czesław Millner                                             |
| oficer ogniowy                                               | ogn. pchor. Eugeniusz Janota                                           |
| dowódca plutonu                                              | ppor. Kazimierz Fliciński                                              |
| dowódca 5 baterii                                            | kpt. Aleksander Kostrowicki                                            |
| oficer zwiadowczy                                            | por. Zbigniew Koraszewski                                              |
| oficer ogniowy                                               | ppor. rez. inż. Zygmunt Plutecki                                       |
| dowódca plutonu                                              | ppor. Leon Gauza                                                       |
| dowódca 6 baterii                                            | kpt. Zdzisław Dmowski                                                  |
| oficer zwiadowczy                                            | NN                                                                     |
| oficer ogniowy                                               | ppor. Kazimierz Zimnal                                                 |
| dowódca I plutonu                                            | por. Stefan Kurkerewicz                                                |
| dowódca II plutonu                                           | ppor. Juliusz Nehrebecki                                               |
| III dywizjon                                                 |                                                                        |
| dowódca dywizjonu                                            | mjr Mieczysław Para                                                    |
| adiutant                                                     | por. rez. Kazimierz Stojewski                                          |
| oficer zwiadowczy                                            | ppor. rez. Stanisław Prosiński                                         |
| oficer obserwacyjny                                          | por. rez. Julian Kabaciński                                            |
| oficer łącznikowy                                            | chor. Ignacy Frąckowiak                                                |
| oficer łączności                                             | ppor. Józef Kubicki                                                    |
| oficer płatnik                                               | por. Franciszek Klause                                                 |
| lekarz dywizjonu                                             | por. lek. Wojciech Dobrowolski                                         |
| lekarz weterynarii dywizjonu                                 | por. lek. wet. Edward Rusiecki                                         |
| dowódca kolumny amunicyjnej                                  | por. rez. Bernard Schrötter                                            |
| dowódca 7 baterii                                            | kpt. Andrzej Szwejkowski                                               |
| oficer zwiadowczy                                            | ppor. rez. Jan Kaczmarek                                               |
| oficer ogniowy                                               | ppor. rez. Józef Dworzak                                               |
| dowódca plutonu                                              | por. Tadeusz Słupecki                                                  |
| dowódca 8 baterii                                            | por. Apoloniusz Zawilski                                               |
| oficer zwiadowczy                                            | ppor. rez. Stefan Szuchiewicz                                          |
| oficer ogniowy                                               | por. rez. Jerzy Łukasiewicz                                            |
| dowódca I plutonu                                            | ppor. Tadeusz Kozubek                                                  |
| dowódca II plutonu                                           | ppor. Władysław Kubicki                                                |
| dowódca 9 baterii                                            | kpt. Stanisław Sidorenko                                               |
| oficer zwiadowczy                                            | ppor. rez. Zygmunt Stawiński                                           |
| oficer ogniowy                                               | ppor. rez. Henryk Sikorski (do 9 IX 1939) ppor. rez. Henryk Kabaciński |
| dowódca I plutonu                                            | ppor. Jan Przyborski                                                   |
| dowódca II plutonu                                           | ppor. Bogusław Polak                                                   |

## Symbole pułkowe

### Sztandar
19 czerwca 1938, w Toruniu, Marszałek Polski Edward Śmigły-Rydz wręczył jednostce sztandar ufundowany przez społeczeństwo Bydgoszczy. Nadanie sztandaru i zatwierdzenie jego wzoru ujęte zostało w Dodatku Tajnym nr 6 do Dziennika Rozkazów M.S.Wojsk. z 17 lutego 1938, nr 3, poz. 26.

Sztandar został wykonany zgodnie z wzorem określonym w Dekrecie Prezydenta Rzeczypospolitej Polskiej z 24 listopada 1937 o znakach wojska i marynarki wojennej  opublikowanym w Dzienniku Ustaw Rzeczypospolitej Polskiej nr 5 z 28 stycznia 1938.
Na prawej stronie płata znajdował się amarantowy krzyż, w środku którego wyhaftowano orła w wieńcu z wawrzynu. Na białych polach, pomiędzy ramionami krzyża, znajdowały się cyfry 15 w mniejszych wieńcach z wawrzynu.

Na lewej stronie płata sztandarowego, pośrodku krzyża kawaleryjskiego znajdował się wieniec taki sam jak po stronie prawej, a w wieńcu trzywierszowy napis „HONOR I OJCZYZNA”.

### Odznaka pamiątkowa
28 maja 1926 roku gen. dyw. Daniel Konarzewski, w imieniu Ministra Spraw Wojskowych, zatwierdził wzór i statut odznaki pamiątkowej 15 pułku artylerii polowej
Odznaka o wymiarach 57x38 mm ma kształt rombu pokrytego ciemnozieloną emalią na tle skrzyżowanych luf armatnich barwy srebrzystej. Pośrodku, na ozdobnym kartuszu barwy patynowanego srebra ujętym w gałązki laurowe, wpisano numer i inicjały 15 PAP. Dwuczęściowa – oficerska, wykonana w srebrze lub w tombaku srebrzonym i emaliowana. Wykonanie: Wiktor Gontarczyk – Warszawa. W 1939 roku zmieniono inicjały z PAP na PAL.

## Żołnierze pułku
Dowódcy pułku
- ppłk art. Anatol Kędzierski (od 19 I 1919[44])
- mjr Władysław Sczaniecki (od 5 III 1919[45])
- ppłk/płk Rudolf Niemira (od 8 X 1919[45])
- wz. ppłk SG Leon Zubrzycki (od 8 IV 1927)
- płk art. Stefan Maleszewski (VI 1927[46] – I 1931[47])
- płk art. Brunon Romiszewski (I 1931 – XII 1934 → zastępca dowódcy OWar. „Wilno”[48])
- ppłk / płk art. Wojciech Stachowicz (I 1935[49] – VIII 1939 → dowódca artylerii dywizyjnej 15 DP)
- ppłk art. Jerzy Jan Leonhard (24 VIII – IX 1939 → niemiecka niewola)

Zastępcy dowódcy pułku (od 1938 roku – I zastępca dowódcy)
- ppłk art. August Trzos (1923[50] – V 1925 → dowódca 10 dak[51])
- ppłk art. Olgierd Ludwik Mierkowski (VI 1925[52] – XI 1926[53])
- ppłk SG Leon Zubrzycki (X 1926 – XI 1927)
- mjr / ppłk art. dr Karol Myrek (XII 1927[54] – III 1929 → szef artylerii DOWar. „Wilno”[55])
- mjr / ppłk dypl. art. Jan Kulczycki (27 IV 1929 – 3 XI 1934 → dowódca 26 pal[56])
- mjr / ppłk dypl. art. Stefan Mieczysław Mączyński (15 IX 1935[57] – 1937)
- ppłk art. Jerzy Jan Leonhard (do 24 VIII 1939 → dowódca pułku)
- mjr art. Leon August Jan Rzepecki (II z-ca d-cy/kwatermistrz – 1939)

### Żołnierze pułku – ofiary zbrodni katyńskiej
Biogramy ofiar zbrodni katyńskiej znajdują się między innymi w bazach udostępnionych przez Ministerstwo Kultury i Dziedzictwa Narodowego oraz Muzeum Katyńskie.
| Nazwisko i imię    | stopień                  | zawód             | miejsce pracy przed mobilizacją     | zamordowany |
| ------------------ | ------------------------ | ----------------- | ----------------------------------- | ----------- |
| Lisiecki Adam      | podporucznik posp. rusz. | nauczyciel, mgr   | Gimnazjum M. Kopernika w Bydgoszczy | Katyń       |
| Bugajski Jerzy     | kapitan                  | żołnierz zawodowy |                                     | Charków     |
| Pietruszka Zbyszko | podporucznik rezerwy     | urzędnik          |                                     | Charków     |